# Pottstown
Pottstown är en kommun av typen borough i Montgomery County i Pennsylvania. Vid 2020 års folkräkning hade Pottstown 23 433 invånare.

## Kända personer från Pottstown
- Nicole Barnhart, fotbollsmålvakt
- Loren Gray, sångare
- Gerard Hallock, ishockeyspelare